# Brainiac: Science Abuse
Brainiac: Science Abuse is een semi-wetenschappelijk televisieprogramma van Granada Productions, dat oorspronkelijk van november 2003 tot maart 2008 werd uitgezonden op Discovery Channel. De serie telt 6 seizoenen. In Nederland is de serie te zien geweest op Veronica en Discovery Channel, in Vlaanderen op JIM en Discovery Channel.
In het programma worden allerlei beweringen die samenhangen met de wetenschap op een wetenschappelijk niet correcte manier gestaafd, maar bovenal is het toch een programma waarin veel wordt opgeblazen en rare stunts worden gedaan.

## Het Brainiac-team
Brainiac werd eerst vier seizoenen lang gepresenteerd door Richard Hammond, een van de presentatoren van Top Gear. De laatste twee seizoenen werd de presentatie verzorgd door Vic Reeves.
Andere vaste personen in de serie zijn Jon Tickle, in Engeland bekend van Big Brother, die allerlei rare experimenten uitvoert. In het tweede seizoen werd het team verder versterkt met Charlotte Hudson, die na het vijfde seizoen vertrok en werd opgevolgd door Thaila Zucchi. Figuranten tijdens de experimenten zijn gekleed in gele Brainiac T-shirts. Zij worden altijd "Brainiacs" genoemd.

## Taglines
Elke serie begint met de presentator die vertelt wat Brainiac is. Bekende taglines zijn:
"This is Brainiac. The science show...
-"...That had proof of the Roswell aliens... but taped football over it...."
-"...where we blow stuff up, and have a good look inside."
-"...where we lob chemicals around, and run like hell."
-"...that rings the doorbell of science, and then runs away."

## Onderdelen
In Brainiac worden per seizoen een aantal vaste onderdelen afgewisseld met altijd verschillende experimenten.

### Elk Seizoen
Jon Tickles filosofische vraag (Tickle's Teaser)In elke aflevering stelt Jon Tickle twee filosofische vragen aan de kijker. Enkele voorbeelden:
- Als 75% van alle ongelukken gebeuren binnen 5 mijl van huis, waarom verhuis je dan niet naar 10 mijl verderop?
- Waarom is het woord "afkorting" (en: abbreviation) zo lang?
- Als je een pen steelt van een bank, heet het dan alsnog "een bank beroven"?
- Kun je onder water huilen?
- Als je in een auto zit en je gaat sneller dan het licht; wat gebeurt er dan als je de koplampen aan doet?
- Heeft een octopus benen of armen?
- Waarom plakt lijm niet aan de binnenkant van het potje?
- Als je een lucifer in een ruimteschip aansteekt, gaat de vlam dan omhoog?
- Hoe zet je het bord "gras niet betreden" op het gras?
- Als zwemmen zo goed voor de lijn is , waarom zijn walvissen dan zo dik?
- Als warme lucht stijgt waarom is het dan op de top van een berg zo koud?
- Wat voor kleur heeft een spiegel?
- Waar gaat al het witte naartoe als de sneeuw smelt?
- Als sneeuw wit is en het bestaat uit water waarom is water dan doorzichtig?
- Als het vandaag 0 graden is, en het wordt morgen twee keer zo koud, hoe koud is het dan?

MagnetronsHet onderdeel de magnetron begint altijd met de waarschuwing "Stop: the following experiment is dangerous. For your own safety and the protection of those around you: do not try this at home... no really... don't!" ("Stop: het volgende experiment is gevaarlijk. Voor uw eigen veiligheid en de bescherming van mensen in uw omgeving: probeer dit niet thuis uit...nee echt... doe dat niet!"). Er wordt in dit onderdeel een voorwerp in een magnetron gezet en vervolgens wordt de magnetron aangezet. Meestal levert dat uiteindelijk een explosie of brand op. Evenals het onderdeel 'Jon Tickles filosofische vraag' is dit onderdeel in elk seizoen een paar keer uitgezonden met verschillende voorwerpen.
Wetenschap met Dr. BunheadDr. Bunhead, de grootste loser van de wetenschap, probeert geregeld rare experimenten te tonen aan mensen. Een aantal subonderdelen hiervan zijn:
- Kroegwetenschap (Pub Science): Dr. Bunhead gaat naar het café en toont een willekeurige klant daar een “wetenschappelijk” proefje. De klant kan het meestal wel waarderen, maar de café eigenaar niet want na afloop wordt Dr. Bunhead altijd het café uitgegooid.
- Dr. Bunhead at Home: Dr. Bunhead doet thuis een proefje, meestal om iets voor elkaar te krijgen of uit te zoeken.
- Dr. Bunhead on the Road: Dr. Bunhead gaat met zijn ijswagentje naar een school, maar als de kinderen hem om een ijsje vragen ontkent hij in alle toonaarden dat zijn wagen een ijswagentje is. Ter compensatie toont hij een experiment.
- Parkeerplaatswetenschap: op een parkeerplaats probeert Dr. Bunhead mensen zijn zelfgemaakte producten aan te smeren.

Ik kan ook proefjes doen (I can do science me)Dit is een vast onderdeel sinds seizoen 2. Fans van Brainiac sturen geregeld hun ideeën voor experimenten op. Elke week wordt hier een idee van uitgekozen. De bedenker van het experiment wordt vervolgens door het Brainiacteam opgehaald om onder begeleiding van het Brainiac team het eigen experiment uit te voeren.
47 seconds scienceGrote vragen beantwoord in hapklare brokken. Vast onderdeel sinds het derde seizoen. In slechts 47 seconden behandelen de Brainiacs een wetenschappelijk onderzoek. Bijvoorbeeld: “hoe lang is de lijn die je met 1 potlood kan trekken?” en “hoe permanent is een permanente stift?”
Verschillende experimentenAfgewisseld door de bovengenoemde onderdelen komen er ook verschillende opmerkelijke experimenten voor in Brainiac:
- Kun je even snel zwemmen in stroop als in water?
- Welk huis-tuin-en-keuken voorwerp kun je het beste als schild gebruiken als je in huis wordt aangevallen?
- Waar doet het het meeste pijn als je ergens een haartje uittrekt?
- Kun je op vla lopen?
- Welk huishoudelijk product is geschikt om te gebruiken als je scheerschuim op is; pindakaas, ketchup of slagroom?

### Seizoen 1
Fat vs ThinIn dit onderdeel strijden een man van 40 kilo en een man van 120 kilo steeds in verschillende omstandigheden, waarbij gekeken wordt naar wie de meeste overlevingskans heeft. Hierbij wordt vooral gekeken hoe de overlevingskansen bij natuurrampen liggen. Zo is er getest wie zich er het best vanaf brengt in een sneeuwstorm, een aardbeving, bij hoge en bij lage temperaturen, bij harde wind en bij schipbreuk.
Dingen opblazen door middel van chemische reactiesIn dit onderdeel worden de explosieve effecten van verschillende chemische stoffen getoond. Zo wordt er bijvoorbeeld getoond wat er gebeurt als men Rubidium of Cesium in een volle badkuip gooit. Dit gedeelte is controversieel, er wordt namelijk gezegd dat dit gedeelte is overdreven in vergelijking met de werkelijkheid.
Kluis krakenEen familiebedrijf dat handelt in kluizen heeft 200 Pond in een van hun beste kluizen gelegd. Als iemand het lukt de kluis open te krijgen, dan mag hij het geld houden. Elke aflevering testen andere mensen of ze de kluis open krijgen, in de loop van het seizoen komen onder meer een stel brandweermannen, stockcar racers en voormalige deurwaarders voorbij. Uiteindelijk blies het leger hem op met een tank (het geld ging echter verloren).

### Seizoen 2
101 uses for a weeIn dit onderdeel worden de mogelijkheden van urine getoond, zo blijkt dat urine veel nuttige stoffen bevat en het desinfecterend kan werken.
Which fruit floats?Professor Myang Lee (Rachel Grant) gooit elke week een soort fruit uit haar grote fruitmand in het zwembad om te kijken of het drijft of zinkt.
You can't stop rock-'n-rollNaar aanleiding van het in 1983 geschreven "You Can't Stop Rock-'n-Roll" door de band Twisted Sister wordt in dit onderdeel elke keer op een andere manier een stereoset vernietigd, om aan te tonen dat het wel mogelijk is om rock-'n-roll te stoppen.
Office Buoyancy AidsDit steeds terugkerende onderdeel is erg nuttig. Stel: je zit op kantoor en je bent zo druk aan het werk, dat je niet merkt dat je kantoor dreigt onderwater te komen te staan. Als je het merkt, wat moet je dan pakken? Bijvoorbeeld een kurken prikbord werkt prima. Ook een omgekeerde prullenbak laat je drijven, evenals enveloppen van noppenfolie, plastic zakken met plastic bekertjes en een leeg gesloten waterkoeler-reservoir. Voorwerpen zoals een CRT-beeldscherm of bureau echter zijn nutteloos als drijfmiddel.
Things Jon Tickle's body can't doHierin wordt Jon Tickle iets gevraagd of hij het met zijn lichaam kan doen. Er worden uiteraard dingen gevraagd die hij niet kan doen, zoals aan je elleboog likken.
Better small or tall??In dit onderdeel strijden een man van 2,20 en een man van 1,20 steeds in verschillende omstandigheden, waarbij gekeken wordt naar wie in het voordeel is. Beide mannen lopen onder meer door de drukste winkelstraat ter wereld, wassen een auto en spelen een spelletje twister waarbij bij elk punt gekeken wordt wie het er beter vanaf brengt.
Black BoxIn het programmagdeelte De Zwarte Doos wordt elke week op een andere manier getracht een zwarte doos te vernietigen. De doos werd onder andere in zuur gedompeld, opgeblazen en uiteindelijk vernietigd in een autocrusher.
Brainiac SnookerEen Brainiac en de bekende snookerspeler Quinten Hann gaan een wedstrijd met elkaar aan. Telkens als er een bal wordt weggespeeld, wordt een lont ontstoken en gaat een caravan de lucht in.
Explosive Of The WeekAan het eind van de eerste afleveringen uit seizoen 2 en de slotaflevering bliezen de Brainiac Babes op hun boerderij een voorwerp op met behulp van een explosief. Drie vriendinnen geven daar een cijfer voor op de schaal van 1 tot 10. De explosie in de veertiende en laatste aflevering was een groot succes. Hierbij werd een groot aantal explosieven gebruikt, waardoor een gigantische ontploffing ontstond, en de vriendinnen gaven alle drie een 11.

### Seizoen 3
Is het beter om een man of een vrouw te zijn?Na groot tegen klein en dik tegen dun is het nu tijd voor man tegen vrouw. Is het beter om een man of toch een vrouw te zijn?
ThermiteEr wordt een proefje gedaan met thermiet. Op suggestie van de kijkers wordt gekeken waar thermiet zoal doorheen kan branden. Het is onder andere getest op een auto, een blok ijs en vloeibare stikstof. Het enige waar thermiet niet doorheen kwam was een titanium pantserplaat van een tank.
Fizz or Bang?Dr. John P. Kilcoyne toont in elke aflevering twee chemische spulletjes. De kijker moet raden of een mix van die stofjes sist of knalt.
Break or Bounce?De opvolger van 'Which fruit floats?' Professor Myang Lee gooit elke week een voorwerp vanaf drie meter hoogte op de grond om te kijken of het stuitert of dat het dan breekt.
Domestic DisastersDe Brainiacs doen gevaarlijke dingen met een bepaald apparaat waarover niks in de handleiding staat, bijvoorbeeld: een grasmaaier over een mijn laten rijden. Dat staat niet in een handleiding, maar moet je toch niet doen, want de mijn ontplofte en de grasmaaier was een wrak. Aan het eind van het experiment werd trouwens ook duidelijk aangegeven: 'DO NOT TRY THIS AT HOME'.
Sterren aan het Helium (Celebrities on Helium)Bekende Britten ademen helium in en dan kan de kijker luisteren naar de verhoogde stem.
Oma Brainiac (Granny Brainiac)Thuiswetenschap van de naties favoriete oudje. In elke aflevering knoeit een Brainiac die bij oma op bezoek is iets op zijn shirt (kauwgom, wijn enz). Gelukkig weet oma raad en verwijdert de vlek met een of ander huismiddeltje zoals azijn. Ze probeert dit eerst met een klein beetje, maar heeft blijkbaar meer nodig. Hierop geven twee Brainiacs haar een emmer vol die ze over de Brainiac leeggooit. Deze bedankt haar vriendelijk met de mededeling dat zijn shirt weer zo goed als nieuw is.
Does being elektrocuted affect your ability at work?Mensen met uiteenlopende beroepen worden aangesloten op een spanningsbron en tijdens hun werk geregeld geëlektrocuteerd. Gekeken wordt of dit hun prestaties beïnvloed.
Brainiac GolfEen Brainiac en de bekende golfer Jamie Spence gaan een wedstrijdje met elkaar aan. Telkens als er een balletje wordt geput, wordt een lont ontstoken en vliegt een caravan de lucht in. De caravans zijn elk gevuld met een ander soort chemische stof, waardoor de vlam van de explosie telkens een andere kleur heeft.

### Seizoen 4
Glow or Blow?Dr. John P. Kilcoyne toont in elke aflevering twee chemische spulletjes. De kijker mag raden wat het gevolg is als hij ze bij elkaar doet. Gaat het gloeien, of knalt het?.
Brainiac for a dayMensen krijgen de kans om voor 1 dagje die begeerde gele Brainiac trui aan te trekken en iets op te blazen. Wat ze op willen blazen mogen ze zelf beslissen.
Brainiac DartsEen Brainiac en de beroemde darter Bobby George gaan een wedstrijdje met elkaar aan. Telkens als Bobby een ronde wint, wordt een lont ontstoken en een caravan opgeblazen.
Things What My Body DoesElke aflevering komt een persoon aan bod wiens lichaam iets buitengewoons kan.
Appliance AbuseDe vader van een gezin is alleen thuis met de kinderen. Elke aflevering moet hij een karweitje opknappen, maar er is steeds iets mis waardoor hij dit niet op de normale manier kan doen. Pa is niet voor een gat te vangen, dus verzint hij ter plekke een alternatief. Voorbeeldje: wat doe je als je moet afwassen zonder warm water? Antwoord: gooi je vaat in de wasmachine en lijm de scherven weer aan elkaar. De kinderen zijn het echter niet eens met hun vaders improvisatie.
Things You Can Run ThroughElke aflevering test een Brainiac door wat voor soort materialen hij kan lopen. In een deurframe wordt een bepaald materiaal, zoals piepschuim of schuttingplanken, geplaatst, waarna de Brainiac probeert hier op volle kracht doorheen te rennen. De vraag is: rent hij erdoor, of is het materiaal te sterk en veert hij terug?
Sterren aan het Helium (Celebrities on Helium)Bekende Britten ademen helium in en dan kan de kijker luisteren naar de verhoogde stem.
Voorwerp radenin elke aflevering steekt Professor Myang Lee iets in brand met haar vlammenwerper. De kijker krijgt eerst het verbrande voorwerp te zien en mag proberen te raden wat het oorspronkelijk was. Naderhand wordt de film teruggedraaid om te tonen wat het werkelijk was.
Movie Stars Destroying CarsElke aflevering wordt een bekende filmster (in werkelijkheid een lookalike) gevraagd om een auto op te blazen.

### Seizoen 5
Shatter or ShuntProfessor Myang Lee laat twee metalen bollen tegen een voorwerp knallen en de kijker mag raden of het voorwerp stukgaat of dat de bollen afketsen.
Things What My Body DoesElke aflevering komt een persoon aan bod wiens lichaam iets buitengewoons kan.
SuperbrainiacEr is een caravan die een toevallige voorbijganger 'aanvalt'. Superbrainiac wordt gebeld met de vraag of hij hem eventjes op kan blazen. In iedere aflevering doet hij dit met een ander gas of explosief.
Koken met microgolvenParodie op de welbekende magnetronact. Brainiacs bereiden een recept met behulp van een magnetron. Vanzelfsprekend loopt dit altijd geheel verkeerd af.
Brainiac for a dayKijkers krijgen de kans om voor 1 dagje die begeerde gele Brainiac trui aan te trekken en iets op te blazen. Wat ze op willen blazen mogen ze zelf beslissen.
Brainiac vs BeastEen Brainiac neemt het in een wedstrijd op tegen een dier om te kijken of mensen of andere dieren beter zijn.

### Seizoen 6
Stuff NASA never triedHet Brainiac raket-team lost huis- tuin- en keukenproblemen op met behulp van raketten.
Things, but very slowlyIn een semi-geheim lab voeren brainiacs experimenten uit die worden opgenomen met hoge snelheidscamera's en dan nader worden bekeken
How hard is your thing?Kijkers brengen harde voorwerpen mee en die worden getest in drie onderdelen:
- een ton bakstenen wordt op het voorwerp naar beneden gestort
- het voorwerp wordt gesneden met een haakse slijper
- het voorwerp wordt onder een pot thermiet gezet en er wordt geprobeerd erdoorheen te branden

Undercover BrainiacExperimenten worden op straat uitgevoerd om te kijken hoe mensen reageren op bepaalde dingen.
Chemistry Deathmatchprofessor John P. Kilcoyne en Dr. Bunhead nemen het tegen elkaar op in een strijd om de meest spectaculaire experimenten uit te voeren.
Lightning proofMet een Van de Graaff generator worden apparaten getest of zij tegen bliksem kunnen.
Liquid oxygen timePseudo-Russische presentator Uri Abusikov (parodie op het Engelse woord Abuse, wat misbruik betekent) vernietigt met behulp van vloeibare zuurstof allerlei voorwerpen.
Big Microwave, tiny teaserZoals in vorige seizoenen worden voorwerpen in een magnetron geplaatst, maar in tegenstelling tot vorige seizoenen wordt er een meerkeuze vraag gesteld die slaat op wat er met het voorwerp kan gebeuren.
Enkele voorbeelden zijn:
- Explode
- Spark
- Uganda

Shocking ActKijkers doen mee aan een talentenjacht, waar zij onder spanning worden gezet om te kijken of hun act nog steeds navenant is met het origineel.
Stars in their CaravansBritse Bekenden worden in een caravan opgesloten en een voor een vrij gelaten op voorwaarde dat zij het spel "Long fuse, Short fuse" spelen waarin hen een vraag wordt gesteld waarbij een goed antwoord hen een lange lont naar het explosief dat naast een van hun meest dierbare bezitten staat opgesteld wint, maar een fout antwoord resulteert in een zodanig korte lont, dat zij, in tegenstelling tot bij het lange lont, niet genoeg tijd hebben om hun bezit te bergen.

## Veel gebruikte spullen
In bijna iedere aflevering wordt er wel een caravan opgeblazen, meestal na een partijtje sport. Brainiacs leggen explosieve voorwerpen in magnetrons en zetten hem aan, waarop er een explosie of brand ontstaat. Er zijn ook al veel auto's te gronde gegaan, meestal wordt hij opgeblazen door een bekend artiest of filmster.
In bijna iedere aflevering doen de Brainiac een proefje met eten om zogenaamd iets te ontdekken. Bijvoorbeeld 'wat is Brits lawaaierigste eten?' Of 'welk product kun je het beste als scheerschuim gebruiken als je geen normaal scheerschuim meer hebt?'

## Spin-off
Het programma kreeg in 2005 een spin-off getiteld Brainiac: History Abuse. In dat programma worden opvallende gebeurtenissen in de geschiedenis getest op waarheid in dezelfde semi-wetenschappelijke stijl als Brainiac Science Abuse.
In 2006 volgde een tweede spin-off: Brainiac's Test Tube Baby.